# Ślepuszonka północna
Ślepuszonka północna, ziemioryjka (Ellobius talpinus) – gatunek ssaka z podrodziny karczowników (Arvicolinae) w obrębie rodziny chomikowatych (Cricetidae).

## Zasięg występowania
Ślepuszonka północna występuje we wschodnio-środkowej Eurazji zamieszkując w zależności od podgatunku:
- E. talpinus talpinus – południowo-wschodnia część europejskiej Rosji, południowo-zachodnia Syberia i prawdopodobnie północny Kazachstan.
- E. talpinus rufescens – zachodni Kazachstan (pomiędzy dolnym biegiem rzeki Ural i rzeki Emba oraz prawdopodobnie pustynie na zachód od Jeziora Aralskiego, w tym północno-zachodni Uzbekistan).
- E. talpinus tanaiticus – Ukraina i południowa europejska Rosja aż po północno-zachodnie wybrzeże Morza Kaspijskiego i dolny bieg rzeki Wołga.
- E. talpinus transcaspiae – Turkmenistan i północno-wschodni Iran.

## Taksonomia
Gatunek po raz pierwszy zgodnie z zasadami nazewnictwa binominalnego opisał w 1770 roku niemiecki przyrodnik Peter Simon Pallas nadając mu nazwę Mus talpinus. Holotyp pochodził spomiędzy Samarą a Kostyczami, na zachodnim brzegu rzeki Wołga, w Rosji. 
W przeszłości E. talpinus obejmował również E. tancrei. Rozróżnienie taksonomiczne między tymi dwoma gatunkami zostało najpierw uzyskane na podstawie dowodów chromosomalnych, a następnie potwierdzone danymi molekularnymi. Przypuszczalnie ich drogi rozwojowe rozeszły się podczas cykli klimatycznych czwartorzędu około 1 miliona lat temu. Autorzy Illustrated Checklist of the Mammals of the World rozpoznają cztery podgatunki.

### Etymologia
- Ellobius: gr. ελλοβιον ellobion „kolczyk”[13].
- talpinus: nowołac. talpinus „kreci, jak kret”, od łac. talpa „kret”[14].
- rufescens: łac. rufescens, rufescentis „czerwonawy”, od rufescere „stać się czerwonawym”, od rufus „czerwony”[15].
- tanaiticus: gr. Ταναις Tanais starożytna nazwa rzeki Don[16].
- transcaspiae: obwód zakaspijski (obecnie teren kilku państw), Rosja[7].

## Morfologia
Długość ciała (bez ogona) 84–115 mm, długość ogona 8–21 mm; masa ciała 24–56 g. 

## Ekologia
Ślepuszonka północna jest roślinożercą – żywi się podziemnym częściami roślin. Prowadzi podziemny tryb życia, a wejście do swoich podziemnych korytarzy zamyka ziemią. Zajmuje siedliska na terenach zielonych oraz półpustyniach. Na powierzchnię ziemi wychodzi bardzo rzadko – w celu usunięcia ziemi z nory, w celu migracji lub (sporadycznie) w poszukiwaniu pożywienia. Jest zwierzęciem socjalnym. Tworzy kolonie, a każdą norę może zasiedlać około 10 osobników. Ślepuszonka północna nie hibernuje, ale w okresach letnich upałów i suszy oraz w zimie może wyraźnie zmniejszać swoją aktywność. Samica może rodzić 2 razy w roku, po 2-3 młodych w miocie. 